# También hay cielo sobre el mar
Pour plus de détails, voir Fiche technique et Distribution.
También hay cielo sobre el mar (litt. Il y a aussi du ciel au-dessus de la mer) est un film dramatique espagnol sorti en 1956, réalisé par José María Zabalza.

## Synopsis
Pendant que son mari est en train de pêcher en mer, une femme est harcelée par un armateur et punie injustement pour un crime qu'elle n'a pas commis.

## Fiche technique
- Titre espagnol original : También hay cielo sobre el mar
- Réalisation : José María Zabalza
- Scénario : José María Zabalza
- Genre : film dramatique
- Musique : Ernesto Halffter
- Production : Haz Films
- Photographie : Pablo Ripoli[2]
- Format d'image : noir et blanc[2]
- Pays de production :  Espagne
- Durée : 78 min
- Date de sortie : 1956

## Distribution
- Aurora de Alba : María
- José Marco Davó  : Don Luis, armateur
- José Calvo : Raúl
- José María Prada : maître
- José María Gavilán
- Pepa Ruiz
- Federico Santalla
- Antonio Hernández
- Sergio Mendizábal
- Isabel Granja
- Antonio Soler
- Rafael Alcaraz
- Antonio Prieto : prêtre
- Antonio Riquelme (es) : Plácido
- Luis Meiral : Miguel
- Txantxillo (eu)